# Prințul Mîșkin
Prințul Mîșkin (Lev Nikolaevici Mîșkin) este unul dintre protagoniștii romanului Idiotul al lui Fiodor Dostoievski. Porecla personajului a dat titlul romanului.